# Illusionernas stad (roman)
Illusionernas stad är en science fictionroman av Ursula K. Le Guin. Den utspelar sig i den Hainvärld som författarinnan återvänder till i ett stort antal noveller och romaner.
I boken möter vi Falk, som vaknar upp i en främmande miljö med ett minne lika blankt som hos en nyfödd. Han ser likadan ut som de människor han möter där, med ett undantag, han har ögon som en katt. Falk tas om hand av folket som lär upp honom som ett barn. Romanen följer sedan Falk när han utforskar den värld han befinner sig i, och konfronterar det hot som finns mot den.
Den svenska översättningen ingår i en serie:Alpha science fiction () och har ett efterord av John-Henri Holmberg.